# إميل دوريان
إميل دوريان هو كاتب يوميات وكاتب للأطفال وطبيب ومترجم وشاعر روماني، ولد في 16 فبراير 1893، وتوفي في 1956.